# Stefano Bellone
Stefano Primo Bellone (ur. 23 kwietnia 1955 w Mediolanie) – włoski szermierz, szpadzista. Brązowy medalista olimpijski i trzykrotny medalista mistrzostw świata.
Na igrzyskach olimpijskich w Moskwie w 1980 roku zajął trzynaste miejsce w zawodach indywidualnych. Na rozgrywanych cztery lata później igrzyskach olimpijskich w Los Angeles reprezentacja Włoch w składzie: Stefano Bellone, Sandro Cuomo, Cosimo Ferro, Roberto Manzi i Angelo Mazzoni zdobyła drużynowo brązowy medal. Na tej samej imprezie był indywidualnie czwarty, przegrywając walkę o brązowy medal z Francuzem Philippe’em Riboud 7:10. Brał również udział w igrzyskach olimpijskich w Seulu w 1988 roku, gdzie wraz z kolegami z reprezentacji zajął czwarte miejsce w zawodach drużynowych. Indywidualnie nie startował.
Podczas mistrzostw świata w Wiedniu w 1983 roku wspólnie z Sandro Cuomo, Roberto Manzim i Angelo Mazzonim wywalczył brązowy medal drużynowo. W tej samej konkurencji zdobywał następnie srebrny medal na mistrzostwach świata w Barcelonie (1985) oraz kolejny brązowy na mistrzostwach świata w Sofii (1986).